# Äthiopischer Hase

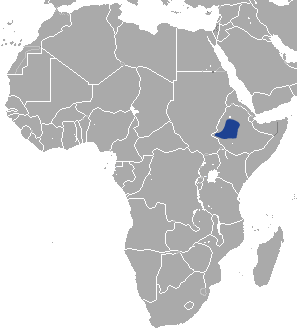
Verbreitungskarte des Äthiopischen Hasen

Der Äthiopische Hase (Lepus fagani) ist eine Säugetierart aus der Familie der Hasen (Leporidae). Der Artstatus des Äthiopischen Hasen wird diskutiert, möglicherweise handelt es sich auch um eine Unterart des Savannenhasen (Lepus microtis) oder des Buschhasen (Lepus saxatilis). Die Tiere erreichen Gesamtlängen von 45 bis 54 cm. 

## Verbreitung und Lebensraum
Die Art ist ein Endemit des westlichen Äthiopischen Hochlandes. Die Art bewohnt dort Höhenlagen zwischen 500 und 2500 m. Gesicherte Angaben zum Lebensraum liegen bisher nicht vor; es wird vermutet, dass die Tiere Steppen, Grasland und grasreiche Gebiete in bewaldeten Bereichen bewohnen. 

## Lebensweise
Über die Lebensweise der Art ist nichts bekannt.

## Bestand und Gefährdung
Über die Bestandsgröße oder über Bestandstrends ist ebenfalls nichts bekannt, die IUCN listet den Äthiopischen Hasen daher unter "Datenlage ungenügend" ("data deficient").